# Benoît Lesterpt-Beauvais
Benoît Lesterpt-Beauvais, né le 22 août 1750 au Dorat (généralité de Limoges, actuel département de la Haute-Vienne), mort guillotiné le 10 brumaire an II (31 octobre 1793) à Paris, est un homme politique de la Révolution française.

## Biographie
Son père, François Lesterpt, est avocat, et sa mère est Dorothée Cœur de Roy. Son frère aîné, Jacques Lesterpt, est lui aussi un homme politique de la Révolution française. 

### Mandat à la Constituante
En 1789, Benoît Lesterpt-Beauvais, alors avocat au Dorat, est élu représentant du tiers-état, le premier sur deux, devant son frère aîné, Jacques Lesterpt, pour la sénéchaussée de la Basse Marche, aux États généraux. 
Il siège sur les bancs de la gauche de l'Assemblée nationale constituante. Le 4 mai 1791, il vote en faveur du rattachement du Comtat Venaissin à la France. Le 12 mai, il vote en faveur de l'égalité entre les hommes blancs et les hommes libres de couleur. Le 30 juillet, il est élu secrétaire de l'Assemblée aux côtés de Pierre Babey (député du Jura) et de Guy Blancard (député de la Drôme) sous la présidence d'Alexandre de Beauharnais (député du Loir-et-Cher). 
Parallèlement à son mandat, il fréquente le club des Jacobins. 

### Mandat à la Convention
La monarchie constitutionnelle mise en place par la constitution du 3 septembre 1791 prend fin à l'issue de la journée du 10 août 1792 : les bataillons de fédérés bretons et marseillais et les habitants des faubourgs de Paris prennent le palais des Tuileries. Louis XVI est suspendu et incarcéré avec sa famille à la tour du Temple.
En septembre 1792, Benoît Lesterpt-Beauvais, alors receveur du district de Dorat, est élu député du département de la Haute-Vienne, le deuxième sur sept, à la Convention nationale. 

Il siège sur les bancs de la Gironde. Lors du procès de Louis XVI, il vote la mort, rejette l'appel au peuple mais se prononce en faveur du sursis à l'exécution : 
Le vœu de ma conscience est de concilier la punition d'un grand coupable , avec l'affermissement et la tranquillité de la république. En conséquence, j'opine à la mort de Louis Capet ; mais à condition que l'exécution sera suspendue jusqu'à l'époque où les ennemis qu'il a suscités contre le peuple français, feraient incursion sur son territoire ; et en cas de paix, jusqu'à l'époque qui sera fixée par la Convention nationale ou le Corps législatif.
Le 13 avril 1793, il vote en faveur de la mise en accusation de Jean-Paul Marat : 
Je vois des faits criminels que Marat a avoués : j'aime la justice, et je ne sais pas opiner d'une manière évasive ; ainsi je dis oui. 
Le 28 mai, il vote en faveur du rétablissement de la Commission des Douze. 
Le 30 mai, Lesterpt-Beauvais est envoyé en mission « près la manufacture d'armes de Saint-Étienne ». Le 20 juin, il est rappelé à la Convention sur motion de Georges Couthon (député du Puy-de-Dôme) et remplacé par Noël Pointe (député du Rhône-et-Loire). 
Durant l'été 1793, Lesterpt-Beauvais est dénoncé par les députés de la Montagne. Le 31 juillet, Jean-Baptiste Le Carpentier (député de la Manche) l'accuse de s'être associé à la révolte fédéraliste de Lyon. Le 21 août, il est décrété d'arrestation sur motion de Léonard Gay-Vernon (député de la Haute-Vienne), qui l'accuse d'avoir signé une adresse aux électeurs de la Haute-Vienne hostile aux journées du 31 mai et du 2 juin,.  
Le 3 octobre, Benoît Lesterpt-Beauvais est décrété d'accusation devant le tribunal révolutionnaire sur motion de Jean-Pierre-André Amar (député de l'Isère), membre du Comité de sûreté générale. Il est jugé entre le 3 et le 9 brumaire an II (entre le 24 et le 30 octobre 1793) aux côtés des vingt autres députés girondins, condamné à mort et guillotiné le 10 brumaire (le 31 octobre). 
Benoît Lesterpt est remplacé par son frère aîné, député suppléant de la Haute-Vienne, en ventôse an III (février 1795).